# Vicky Colbert
Vicky Colbert, all'anagrafe Clara Victoria Colbert de Arboleda (Oregon, ...), è una sociologa e politica colombiana.
A metà anni Settanta ha creato il modello educativo della Escuela Nueva per l'istruzione primaria che ha diffuso in Colombia, e poi in altri paesi. È stata vice-ministro della pubblica istruzione della Colombia ed è fondatrice e direttrice esecutiva della Fundación Escuela Nueva.

## Biografia
Colbert ebbe come padrino il ministro della cultura della Colombia, la madre era un'insegnante che aveva anche fondato scuole di formazione per insegnanti mentre il padre era un ufficiale della Marina degli Stati Uniti
Ricevette una borsa di studio della Ford Foundation che le permise di studiare sociologia dell'educazione ed educazione internazionale comparata alla Stanford University. Ritornata in Colombia iniziò nelle aree rurali, dove molte famiglie coltivano il caffè. I bambini abbandonavano spesso la scuola per aiutare nella fattoria di famiglia durante la stagione del raccolto, il che creava problemi se tornavano in classe molto più tardi. Un problema correlato era quello che gli insegnanti nelle zone rurali insegnavano spesso diversi livelli scolastici in una singola classe.
Colbert vide la necessità di strutturare un sistema di istruzione che fosse abbastanza flessibile da ospitare tali programmi. A metà degli anni '70 lavorò con altri, in particolare Oscar Mogollón e Beryl Levinger per ideare il modello noto come Escuela Nueva (Scuola Nuova).
Un elemento chiave della Escuela Nueva è che i bambini imparano seguendo il proprio ritmo utilizzando la guida all'apprendimento, che Colbert descrisse come "una combinazione di un libro di testo, una cartella di lavoro e una guida per l'insegnante". Queste guide suggeriscono attività pratiche che gli studenti possono fare sia a scuola che a casa. Gli studenti studiano secondo la guida con insegnanti che servono come consulenti e studenti che quando imparano una lezione spesso aiutano coloro che non lo hanno fatto.
Ispirata dal lavoro di John Dewey, Maria Montessori e altri educatori progressisti, le scuole sono anche democratiche nello spirito, perché gli insegnanti, studenti e genitori vengono tutti coinvolti nel processo decisionale.
Ci sono voluti molti anni affinché il modello si diffondesse in tutta la Colombia, Colbert osservò che "non è solo il sostegno del governo, ma anche il supporto locale necessario per influenzare il cambiamento nel sistema educativo", il modello educativo di Colbert è usato in altri 19 paesi, tra cui Brasile, Filippine e India.

## Riconoscimenti
- Wise Prize for Education, Qatar Foundation, nel 2013[1]
- Laurea honoris causa in filosofia, American University of Nigeria, 2015
- Yidan Prize for Education Development, Yidan Prize Foundation, settembre 2017[5]